# Nova Marring
Nova Marring (* 6. September 2001 in Groningen) ist eine niederländische Volleyballnationalspielerin.

## Karriere
Marring begann ihrer Karriere im Alter von acht Jahren bei Sudosa-Desto Assen. Von 2018 bis 2020 spielte sie bei Regio Zwolle Volleybal. In der Saison 2020/21 war die Außenangreiferin beim belgischen Verein Jaraco LVL As/Tongeren aktiv. Danach wechselte sie zu Asterix Avo Beveren. Mit Beveren gewann sie 2023 den belgischen Pokal und die Meisterschaft. Im selben Jahr gab sie ihr Debüt in der niederländischen Nationalmannschaft und spielte in der Nations League. Danach wurde sie vom deutschen Bundesligisten SSC Palmberg Schwerin verpflichtet. Mit Schwerin erreichte sie das Viertelfinale im DVV-Pokal 2023/24 und wurde deutsche Vizemeisterin. Bei den Olympischen Spielen in Paris schied sie mit den Niederlanden nach der Vorrunde aus.